# Komenda Główna Straży Granicznej (1928–1939)
Komenda Główna Straży Granicznej – jednostka organizacyjna Straży Granicznej  w latach 1928–1939.
3 września 1939 roku minister spraw wojskowych, generał dywizji Tadeusz Kasprzycki powierzył komendantowi głównemu Straży Granicznej, generałowi brygady Walerianowi Czumie zadanie obrony Warszawy. Pierwotny sztab obrony stolicy stanowili oficerowie pełniący służbę w Komendzie Głównej Straży Granicznej.

## Struktura organizacyjna
Struktura w 1928
- komendant Straży Granicznej − gen. bryg. Stefan Pasławski
  - zastępca komendanta
  - szef sztabu – rtm. SG Stanisław II Krogulski

sztab komendy
- I Oddział Ogólnograniczny
  - szef oddziału – kpt. Zygmunt Strutyński
  - referat ogólnograniczny
  - referat personalny
  - referat łączności − kpt. piech. Jan Bortko (od 21 III 1928[3])
  - referat uzbrojenia − por. uzbr. Mieczysław Widliński (od 21 III 1928[3])
  - referat mobilizacyjny
  - referat  wyszkolenia
  - registratura
- II Oddział Informacyjny
  - szef oddziału – mjr piech. Bolesław Rodkiewicz
  - referat organizacyjny
  - referat przemytniczy
  - referat prawno-prasowy − st. kom. Feliks Olas
  - referat informacyjny
  - kancelaria
  - ekspozytura II Oddziału KSG
- III Oddział Administracyjny
  - szef oddziału – inspektor SG Stanisław Hetmanek (1928 - 17 X 1938[4])
  - referat ogólnoadministracyjny
  - referat budżetowy
  - referat materiałowy
  - referat budowlany
  - referat uposażeniowy
  - registratura
  - intendentura
- Oddział Sztabowy KSG
  - adiutant – por. kaw. Wacław Sacewicz (od 26 IV 1928[5])
  - kierownik kancelarii KSG
  - podoficerowie służbowi
  - dziennik podawczy
  - registratura, mapy i biblioteka
  - ekspedycja
  - kreślarze
  - maszynistki
  - szoferzy
  - woźni i gońcy
  - drużyna radio

Stan osobowy komendy wynosił 30 oficerów, 58 szeregowych SG, 36 pracowników cywilnych. Razem 124 osoby.

## Obsada personalna kluczowych stanowisk służbowych
Dowódcy/ komendanci Straży Granicznej
- gen. bryg. Stefan Pasławski (do 9 X 1928 → dowódca OK VIII[7])
- płk żand. / gen. bryg. Jan Jur-Gorzechowski (12 XII 1928[8] - 1 III 1939)
- gen. bryg. Walerian Czuma (1 III - 27 IX 1939)

Zastępcy komendanta (od sierpnia 1939 roku - I zastępca komendanta)
- płk piech. Emil Czapliński (12 III 1929 - 23 III 1932 → komendant miasta Lublina)
- ppłk kaw. Piotr Głogowski (23 III 1932 - 1938)
- płk piech. Julian Janowski (V 1938 - 27 IX 1939)

II zastępca komendanta
- płk kaw. Romuald Niementowski (VIII - IX 1939)

Szefowie sztabu
- rtm. dypl. Stanisław II Krogulski (do 27 IV 1929 → 3 psk[10])
- mjr dypl. piech. Leopold Ruszczyc (27 IV 1929[11] - 1 IX 1931 → dyspozycja szefa SG[12])
- mjr dypl. piech. Stanisław Teofil Trella (1 IX 1931[13] - 1 XI 1934 → dyspozycja szefa Biura Personalnego MSWojsk.)
- mjr / ppłk dypl. piech. Ludwik Zych (1 XI 1934[14] - VI 1939 → szef sztabu 6 DP)
- ppłk dypl. piech. Jakub Kozioł (VI - IX 1939)

Szefowie Oddziału II Informacyjnego
- mjr piech. Bolesław Rodkiewicz (od 26 IV 1928[5])

Szefowie Oddziału Wyszkolenia i Mobilizacji
- kpt. / mjr dypl. piech. Franciszek Buczek (1935 - 1 V 1939)
- nadkomisarz SG Alojzy Nowak (1939)